# А-Мобайл
«А-Моба́ил» (СП ООО «А-Мобаил», абх. А-Мобаил, англ. A-Mobile) — абхазская телекоммуникационная компания, оказывающая услуги сотовой связи в стандартах GSM 900/1800 МГц, 3G (UMTS) 2100 МГц, LTE 800 МГц и LTE Advanced 1800 МГц, мобильного интернета, широкополосного интернета и другие услуги. Декларируется покрытие всей заселённой территории Абхазии, включая горные районы республики. На апрель 2017 года действуют 16 офисов обслуживания абонентов «А-Мобайл» во всех городах Абхазии. Главный офис обслуживания располагается в городе Сухуме.

## История
Совместное предприятие ООО «А-Мобаил» было основано в ноябре 2006 года.
Компанией было закуплено технологическое и монтажное оборудование Nokia и Huawei.
- 13 ноября 2006 года — первый звонок в тестовом режиме.
- 25 ноября 2006 года — открытие первого Центрального офиса продаж и обслуживания абонентов в г. Сухум, ул. Леона, 16.
- Июнь 2007 года — подписание роумингового договора с российским оператором «Билайн». Оператор «А-Мобаил» начал предоставлять услуги международного роуминга как своим абонентам на территории России в зоне покрытия «Билайн», так и российским абонентам «Билайн» на всей территории обслуживания «А-Мобаил» в Абхазии[5].
- 14 декабря 2007 года — первым в Абхазии ввёл в коммерческую эксплуатацию новую услугу для приёма и передачи данных на высоких скоростях — GPRS/EDGE.
- Март 2008 года — предоставления GPRS-роуминга оператором.
- Сентябрь 2008 года — подписание роумингового соглашения с российским оператором «МТС». Таким образом, была предоставлена возможность международного голосового роуминга абонентам «МТС» на всей территории обслуживания сети «А-Мобаил» в Абхазии.
- Июль 2010 года — запуск сети нового поколения 3G. В настоящее время на усовершенствованной версии 3,5G (HSDPA) скорость обмена данными достигает 21 Мбит/c.
- 2014 год — введение в коммерческую эксплуатацию компанией сети 4G/LTE, в которой скорость обмена данными составляет 100 Мбит/с.
- Июль 2015 года — заключение договора о роуминге с российским сотовым оператором «Tele2» («T2»).
- Январь 2017 года — предоставление услуги «Интернет» в сетях 2G, 2,5G, 3G, 3,5G в роуминге абонентам «А-Мобаил» в сети российского оператора «Билайн».
- 25 ноября 2017 года в стартовал ребрендинг всех внешних коммуникаций, обновился логотип.
- февраль 2018 года — впервые в Абхазии реализована возможность дозвона на номера с префиксом 8-800 с номеров оператора.

## Широкополосный интернет
Для развития услуг широкополосного интернета в Абхазии компания «А-Мобаил» использует отдельный бренд «А-home». Услуга включает возможность подключения абонентов к оптоволоконной сети на гарантированной скорости, а также доступ к IP-телевидению.

## Нумерация сети
Номерной диапазон сети: +7 940 7хх xx xx. Код был предоставлен Россией для Республики Абхазии в соответствии с меморандумом о сотрудничестве в сфере связи, который был подписан 28 сентября 2009 года. Согласно документу, Абхазия получила коды стационарной и сотовой связи седьмой всемирной зоны нумерации — той, в которой расположена Россия.

## Мобильный код сети
289 88, где 289 — мобильный код страны (Mobile Country Code), 88 — код сети «А-Мобаил». (Mobile Network Code). Отображение на дисплее: 289-88 или A-Mobile.